# Doanh số bán hàng bị mất
Doanh số bán hàng bị mất, còn được gọi là doanh thu, thu nhập hoặc lợi nhuận bị mất, là thuật ngữ được sử dụng trong bối cảnh vi phạm bản quyền trên Internet để tham khảo doanh số bán hàng không xảy ra vì khách hàng tiềm năng đã chọn không mua sản phẩm nhưng để lấy nó từ một nguồn bất hợp pháp với chi phí thấp hơn hoặc miễn phí. Số liệu về doanh số bị mất thường giả định rằng người tiêu dùng sử dụng nội dung vi phạm bản quyền sẽ luôn chọn mua sản phẩm theo giá thị trường, nếu nguồn không hợp pháp không có sẵn.
Ngành công nghiệp nội dung đã ủng hộ các nghiên cứu kết luận rằng giá trị của số tiền bán hàng bị mất tới hàng tỷ đô la Mỹ. Tuy nhiên, các học giả khác và các nhà hoạt động văn hóa tự do và copyleft miễn phí cho rằng các số liệu trong ngành đang tăng cao, bởi vì một số cá nhân có bản sao lậu sẽ không mua nội dung, ngay cả khi cơ hội vi phạm bản quyền không tồn tại.

## Cách sử dụng khái niệm
Đại diện của ngành công nghiệp nội dung như BSA đã lập luận rằng mọi bản sao vi phạm bản quyền là doanh số bán hàng bị mất. Các lập luận tương tự đã được thực hiện liên quan đến việc bán hàng giả.
Ước tính doanh thu bị mất thường được đưa ra trong các giá trị của hàng tỷ đô la Mỹ cho thị trường Mỹ, với số liệu trên toàn thế giới cao hơn vài lần.

## Phê bình
Việc sử dụng thuật ngữ này đã bị chỉ trích, chủ yếu là do giả định rằng nếu không có bản sao bất hợp pháp (lậu), người tiêu dùng bản sao vi phạm bản quyền đó sẽ mua sản phẩm với mức giá thị trường trung bình. Các nhà phê bình của một số người tiêu dùng về doanh số bán hàng bị mất, ví dụ như ở các nước đang phát triển, hoặc những người có thu nhập thấp hơn như sinh viên, có thể không đủ khả năng để chi trả theo giá thị trường của một số sản phẩm và nếu không có bản sao chép lậu, có khả năng họ sẽ không mua những sản phẩm có sẵn theo giá thị trường. Những người khác có thể coi hàng hóa lậu là mẫu giúp họ mua sản phẩm sau này. Nó đã được gợi ý rằng thuật ngữ tốt hơn sẽ là "giá trị bán lẻ của hàng lậu [hàng hóa]", và điều đó tương đương với một khái niệm mất mát tài chính. Đối xử với mỗi bản sao lậu như là doanh số bán hàng bị mất và sử dụng ước tính số bản sao lậu tồn tại, nhân với giá trị bán lẻ của họ, vì lợi nhuận mất mát của ngành công nghiệp đã được gọi là "toán bản quyền" (thuật ngữ được viết bởi nhà văn) Robert Reid) dẫn đến đánh giá quá cao tổn thất ngành công nghiệp nội dung. Trong tài liệu học thuật không có sự nhất trí rằng khái niệm về vi phạm bản quyền rõ ràng là tương quan với việc giảm doanh thu bán hàng của sản phẩm lậu, và ước tính doanh thu bị mất đã bị chỉ trích tương tự, với báo cáo của chính phủ Hoa Kỳ năm 2010 lưu ý rằng nhiều số liệu được trích dẫn thường không thể được chứng minh. Tương tự, ước tính doanh thu bị mất được dịch sang các khái niệm như mất việc làm hoặc giảm thu nhập cá nhân hoặc quốc gia đã được chứng minh là có vấn đề.Bản mẫu:Self-published inline
Một trường hợp tòa án năm 2009, Hoa Kỳ v. Dove, phán quyết rằng phương trình công nghiệp nội dung của doanh số bán bị mất với tải xuống bất hợp pháp không hợp lệ, với quan tòa ghi nhận "Những người tải xuống phim và nhạc miễn phí sẽ không nhất thiết mua những phim và nhạc đó giá mua đầy đủ... mặc dù đúng là người sao chép một phiên bản kỹ thuật số của bản ghi âm có ít động cơ để mua bản ghi thông qua các phương tiện hợp pháp, nó không nhất thiết phải tuân theo việc người tải xuống đã mua hàng hợp pháp nếu bản ghi âm có không có sẵn miễn phí."